# 大アントニオス
聖大アントニオス（ギリシア語: Αντώνιος, ラテン語: Antonius、251年頃 - 356年）、あるいは大アントニオは、キリスト教（正教会・非カルケドン派・カトリック教会・聖公会・ルーテル教会）の聖人。修道士生活の創始者とされる。ラテン語から聖アントニウスとも表記される。正教会では勤行者克肖者聖大アントニイと記憶される。

## 生涯
アレクサンドリアのアタナシオスによると、250年頃、エジプトのコーマで生まれ、敬虔な両親にキリスト教徒としての教育を受けたという。20歳になった頃両親と死別、その後財産を貧しい者に与え、自らは砂漠に籠もり苦行生活に身を投じる。305年頃、アントニオスが町で行った説教に心を打たれた修道僧らと開いたのが修道院の始まりだという。しかし彼はそれでも飽きたらず、再び修行に励み356年、105歳という長寿を全うしたと伝記には記されている。

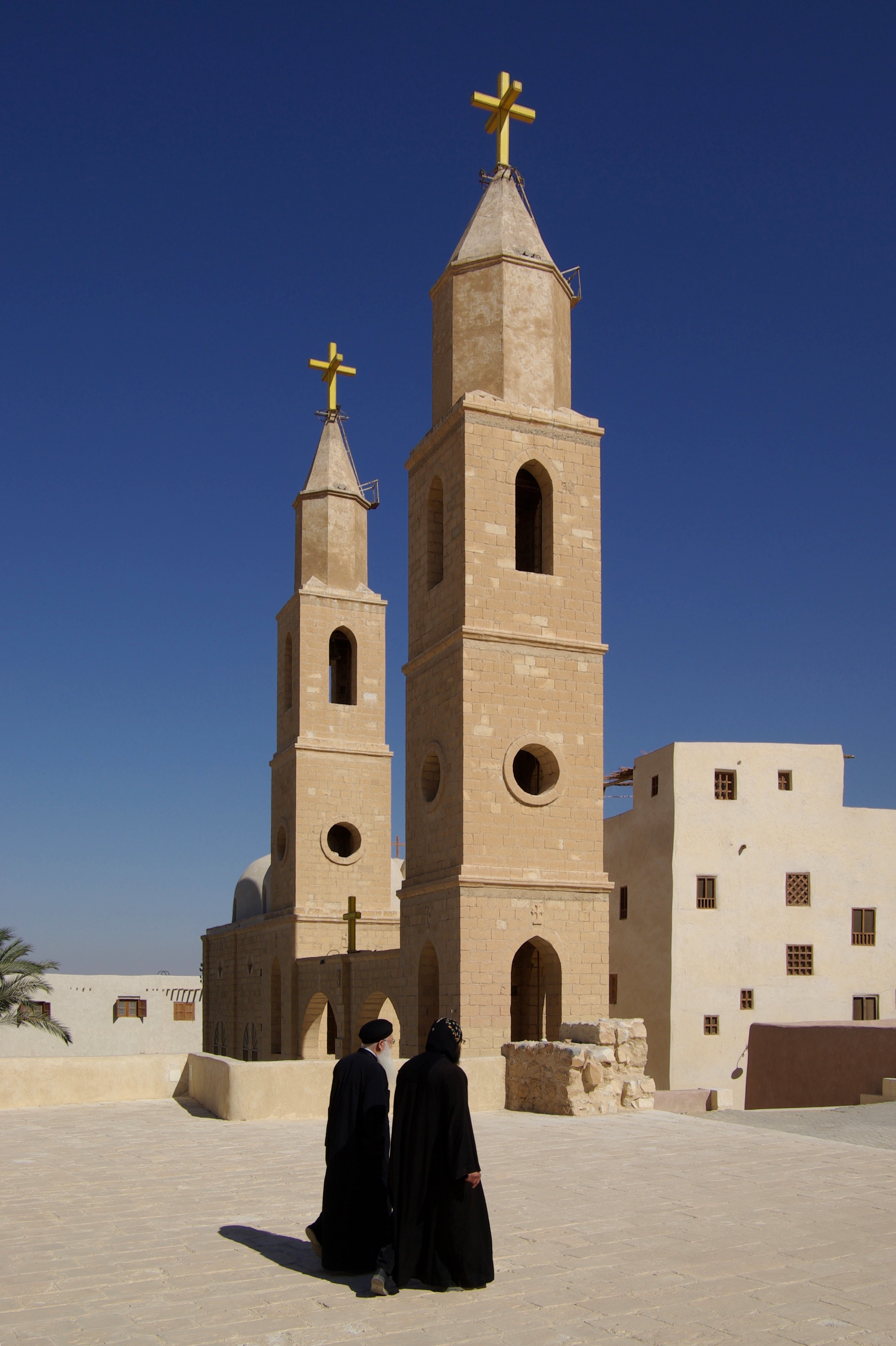
エジプトのアントニオス修道院

## 聖大アントニオスを題材とした作品

### 美術
諸々の誘惑を象徴するかのような怪物に囲まれ、苦闘する聖アントニオスの姿は美術の題材として好まれ、代表的なものは『聖アントニウスの誘惑』として知られる。ヒエロニムス・ボスの『聖アントニウスの誘惑の三連祭壇画』、マティアス・グリューネヴァルト、マルティン・ショーンガウアーに基づくミケランジェロ・ブオナローティの作品『聖アントニウスの苦悩』や、『聖アントニウス』として知られるアルブレヒト・デューラーの作品、『聖アントニウスと隠修士聖パウルス』を描いたディエゴ・ベラスケスの作品など。

### 音楽
交響曲『画家マチス』（ヒンデミット）～第3楽章「聖アントニウスの誘惑」　

### 文学
ギュスターヴ・フローベール『聖アントワーヌの誘惑』

## エピソード

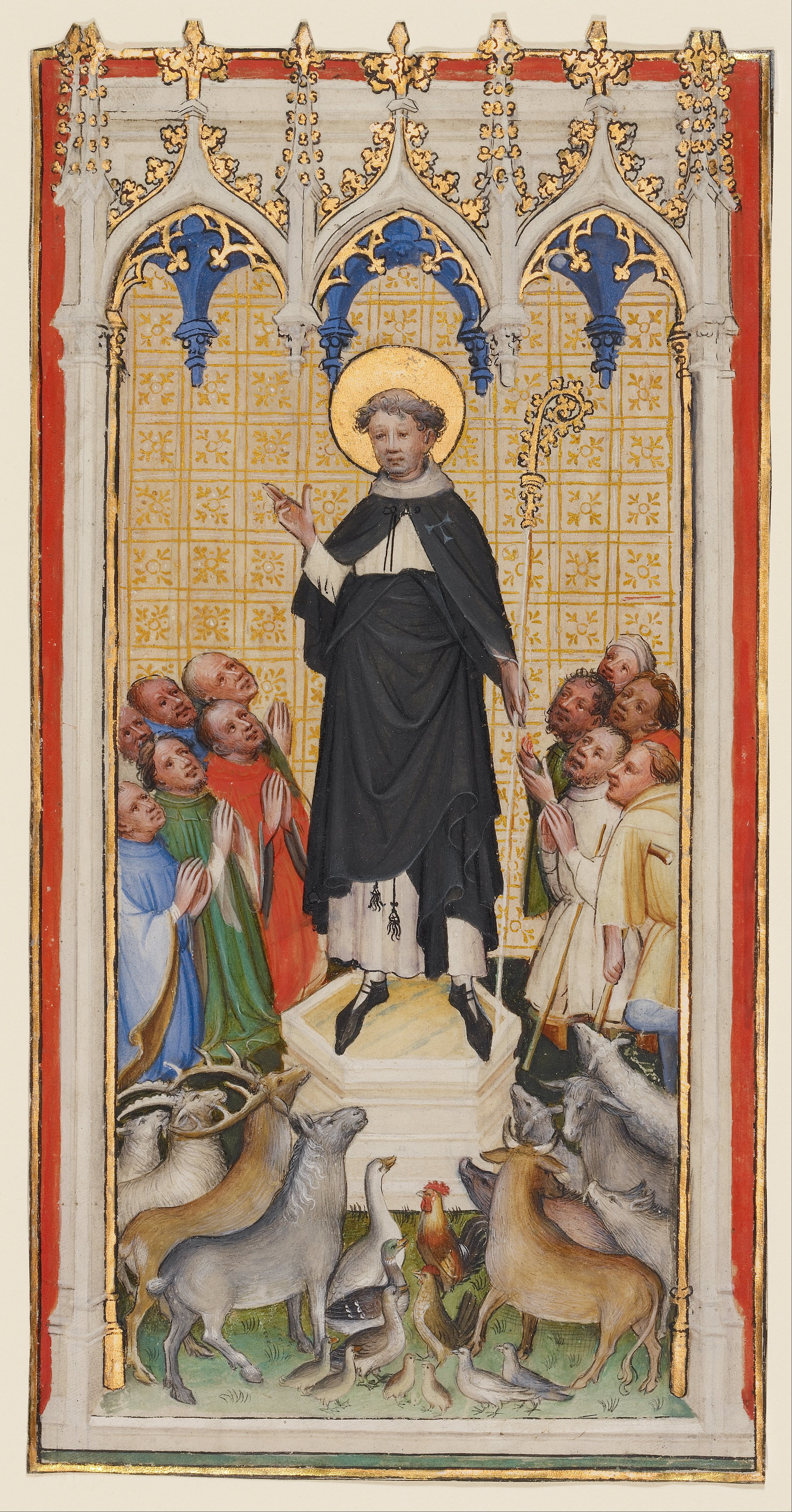
聖アントニウスが動物、貧者、病人を祝福

麦角菌・中毒・丹毒・脱疽を中世ヨーロッパで「聖アントニウスの火」と呼んだ。大アントニオスに祈ることで治癒されると信じられていたからである。
動物の守護聖人とされ、聖名祝日1月17日には「アントニオ祭」としてペットや家畜の祝福（動物の祝福）が行われる。